# Mischa Daniels
Mischa Daniels, geboren als Mischa Daniëls (geb. vor 1986) ist ein niederländischer Disc Jockey (DJ) aus Amsterdam.

## Karriere
Mischa Daniels begann als Teenager als DJ bei Schulpartys. Mit 16 gewann er einen nationalen DJ-Wettbewerb und war von da an professionell als DJ tätig. Ab 2002 brachte er auch eigene Veröffentlichungen heraus und hatte Achtungserfolge mit So Strong (2005) und Take Me Higher (2006, Platz 12 in Finnland).
2010 erschien sein erstes Album Where You Wanna Go. Das Titelstück, eine Zusammenarbeit mit dem brasilianischen Rapper J-Son, war in seiner Heimat und auch in Nordamerika sehr erfolgreich und erreichte im flämischen Teil Belgiens die Top-50-Singlecharts. 2012 arbeitete er beim Song That Girl mit dem US-Rapper U-Jean und hatte damit einen Erfolg in den deutschen Charts.
Mischa Daniels ist Resident-DJ im Club Panama in Amsterdam, ist aber auch ein weltweit gefragter DJ.

## Diskografie
Alben
- Where You Wanna Go (2010)

Lieder
- So Strong (featuring Aisata, 2005)
- Take Me Higher (2006)
- Round and Round (featuring Natasha Hamilton, 2007)
- Where You Wanna Go (featuring J-Son, 2010)
- That Girl (feat. U-Jean, 2012)
- Partied All Night (feat. Craig Smart, MuGz & Rosette, 2013)